# Cratere Tsyrma
Tsyrma  è un cratere sulla superficie di Venere.